# Josh Pence
Joshua Charles Pence (Santa Monica, 8 juni 1982) is een Amerikaans acteur.

## Biografie
Joshua Charles Pence is de zoon van Linda en Charles Pence. Zijn moeder was een lerares, zijn vader een makelaar. Hij groeide op in Santa Monica, Californië, waar hij afstudeerde aan de Santa Monica High School. Nadien verhuisde hij naar Hanover, waar hij lessen volgde aan Dartmouth College. Hij studeerde er in 2004 af en trok dan naar New York om er acteerlessen te volgen bij Shelia Gray. Sinds 2007 woont hij in Los Angeles, waar hij zich toespitst op zijn acteercarrière.
Zijn eerste filmrol was als figurant in The Good Shepherd van Robert De Niro. Verder had hij ook kleine rollen in de tv-series CSI: Miami en CSI: NY. 
In 2010 speelde Pence ook mee in The Social Network van regisseur David Fincher. Hij vertolkte samen met Armie Hammer de Winklevoss-tweeling. Achteraf werd met behulp van CGI het gelaat van Hammer over dat van Pence geplaatst, waardoor het leek alsof Hammer beide rollen speelde.
In 2012 was Pence te zien zijn in The Dark Knight Rises en Battleship.
- International Standard Name Identifier: 0000 0001 1813 1971
- Library of Congress Control Number: no2011035040
- MusicBrainz: a9af47fc-20aa-4bb6-a639-de3a796a9964
- Nationale Bibliotheek van Israël: 987007404202305171
- Virtual International Authority File: 169114119
- WorldCat: E39PBJxWXhVPkCbPKyx34RPRKd